# باكو ناثان
باكو ناثان (بالإنجليزية: Paco Nathan)‏ هو عالم حاسوب أمريكي، ولد في 1962.